# Eduard August von Regel
Eduard August von Regel (Eduard von Regel) (13 d'agost de 1815, Gotha - 15 d'abril de 1892, Sant Petersburg) va ser un jardiner i botànic alemany.
Aprèn horticultura a les Muntanyes Reals de Tarongers de Gotha. Completa la seva formació en el Jardí botànic de Gotinga.
Treballa a Bonn i a Berlín abans de ser nomenat jardiner cap a Zúric.
El 1855, s'instal·la a Sant Petersburg com a botànic, i a partir de 1875, com a director del jardí botànic imperial.
Regel es consagra particularment a l'estudi i millorament d'arbres fruiters russos. Crea un jardí de pomeres el 1863 amb els seus propis materials.
El seu fill Johann Albert von Regel va ser botànic i metge.

## Obres
- Allgemeines Gartenbuch (dos volums, Zuric, 1855 i 1868)
- Cultur der Pflanzen unserer höheren Gebirge sowie des hohen Nordens : mit 1 Taf. Abb. Enke, Erlangen 1856 (en línia)
- Monographia Betulacearum ..., 1861
- Tentamen florae ussuriensis, 1861
- Alliorum adhuc cognitorum monographia, 1875

## Honors

### Eponímia
Gèneres
- (Arecaceae) Regelia Hort. ex-H.Wendl[1]

- (Bromeliaceae) Regelia (Lem..) Lindm.[2]

- (Myrtaceae) Regelia Schauer[3]